# Frankenstein (film din 1910)
Frankenstein este un film de groază american din 1910 regizat de J. Searle Dawley. Rolurile principale sunt interpretate de actorii Augustus Philips, Charles Stanton Ogle și Mary Fuller.

## Imagini

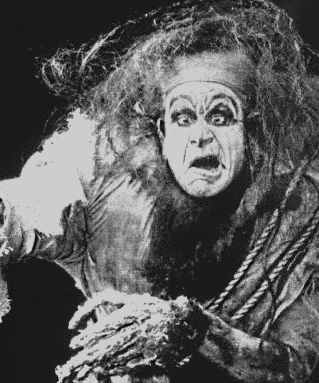
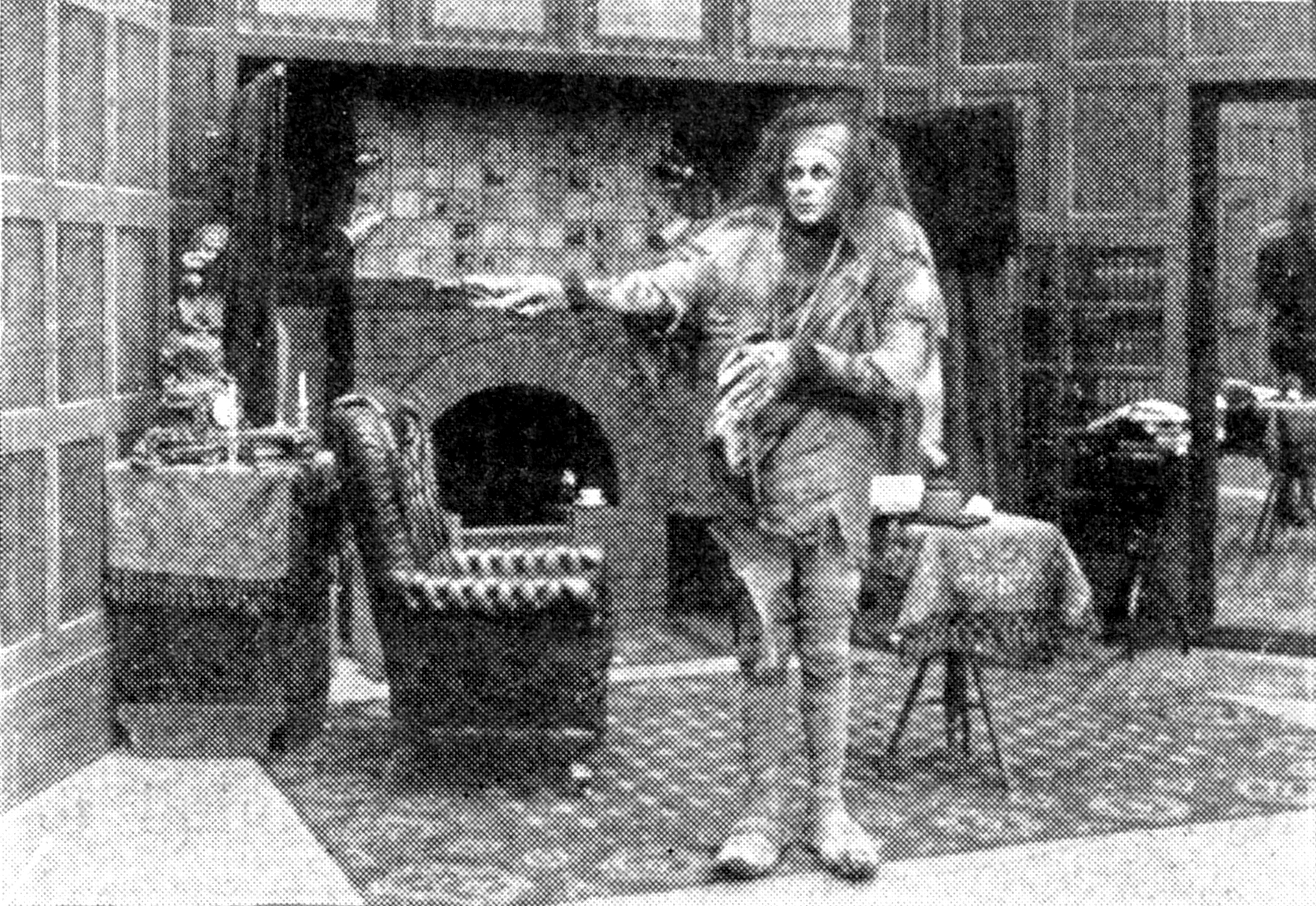
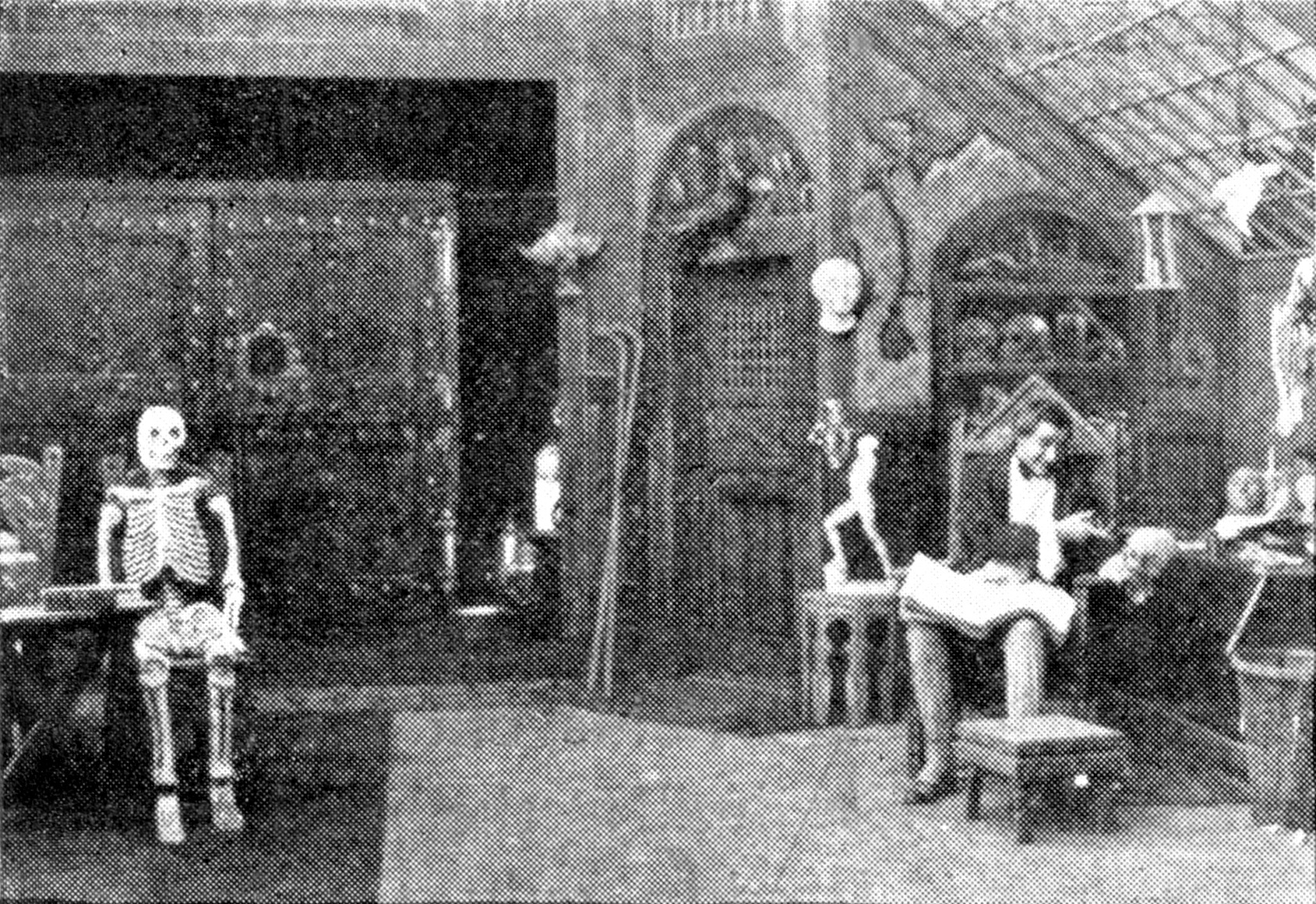

## Distribuție
- Augustus Philips
- Charles Stanton Ogle
- Mary Fuller